# Cerro Quiac
Cerro Quiac (Pronunciación española: [ˈsero kiˈak]) (K'iaq [kˀiˈaq] y K'iaqb'al [kˀiaqˈɓal] en el idioma K'iche) es un pequeño sitio arqueológico maya situado en una altitud de 2635 metros (8645 ft), al lado de los Llanos de Urbina en las Tierras Altas de Guatemala. En 1970, investigadores identificaron cinco esculturas de piedra, por 1977 solo quedaban cuatro. Las esculturas tenían figuras y decoración geométrica. Actualmente, el sitio sigue siendo utilizado para rituales mayas contemporáneos. Cerro Quiac se encuentra en el nordeste del municipio de Cantel, dentro de las fronteras de la aldea de Chirijquiac.
Cerro Quiac contiene dos grupos pequeños de arquitectura precolombina. Un documento etnohistórico del período colonial temprano describe el sitio como una fortaleza fundada por los mayas mames. Posteriormente, los mayas quichés expulsaron a los mames del sitio. Los arqueólogos fechan Cerro Quiac en el período posclásico temprano de la cronología mesoamericana (ca. 900-1200 d. C.). El folclor local quiché mantiene que el sitio arqueológico era un sitio de entrenamiento para los guerreros quichés, y que el héroe quiché Tecún Umán murió en el cerro.

## Etimología
Unos dicen que el nombre del cerro se deriva de la palabra quiché k'iaq, que significa "pulga"; alternativamente se dice que lleva el nombre de una flor negra pequeña que crece en el cerro. El nombre k'iaqb'al para el sitio arqueológico significa "sitio de echar/tiroteo".

## Descripción de sitio

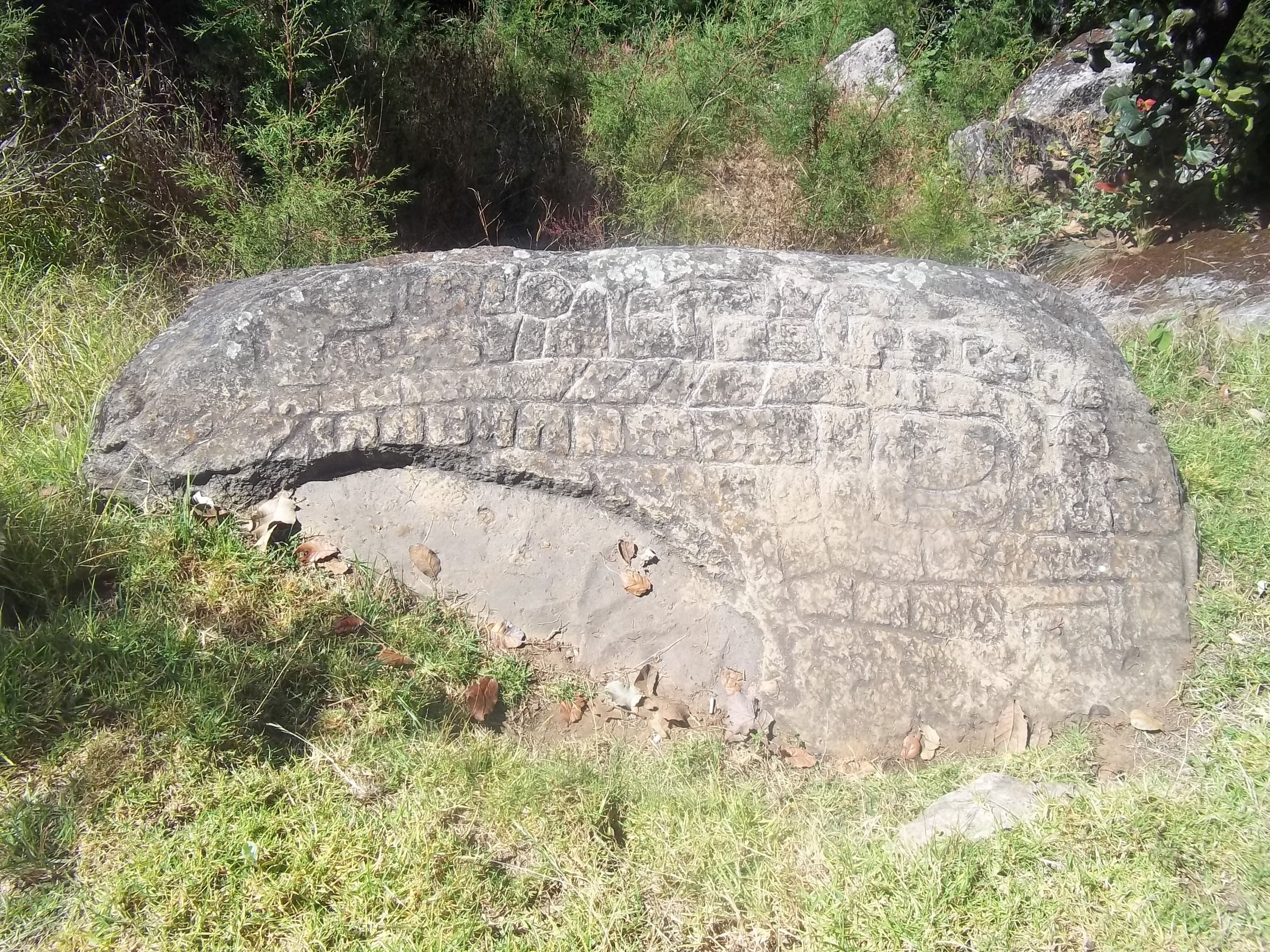
Piedra esculpida en Cerro Quiac.

El sitio se encuentra al sur de los Llanos de Urbina, 2 kilómetros (1,2 mi) al este del río Samala. La cumbre del cerro está cubierta con bosque de pino. Las cinco estelas presentes en 1970 estaban arregladas en la forma de un semicirculo de aproximadamente 6 metros (20 ft) de ancho. Es posible que hayan sido traídas a Cerro Quiac de varios otros sitios en la zona. Las esculturas eran altamente erosionadas. Se encontró un número de tumbas precolombinas en el cerro, y se hallaron varios artefactos durante las excavaciones en el sitio.

## Historia moderna
En septiembre de 1884, durante la presidencia de Justo Rufino Barrios, el gobierno colocó dos piezas de artillería en el Cerro Quiac para amenazar Cantel con bombardeo, y apoyar las demandas del gobierno para dinero. En la memoria popular, este acontecimiento ha sido combinado con resistencia local en contra de la construcción de una fábrica textil, y amenazas del gobierno central de bombardear a los vecinos hasta que aceptaran.
En 1968, durante la Guerra Civil de Guatemala, las autoridades municipales de Quetzaltenango intentaron adquirir el cerro para construir un cuartel militar, pero los habitantes de Cantel se opusieron a la venta de la tierra. Como respuesta comunal, los vecinos argumentaron que Cerro Quiac era un sitio arqueológico, y las varias iglesias de Cantel se unieron para establecer el cerro como un lugar de oración ecuménica. El lugar es el sitio ceremonial maya más importante de Cantel. El 28 de junio de 2004, el sitio fue declarado patrimonio cultural y natural nacional por acuerdo ministerial.

## Folclore

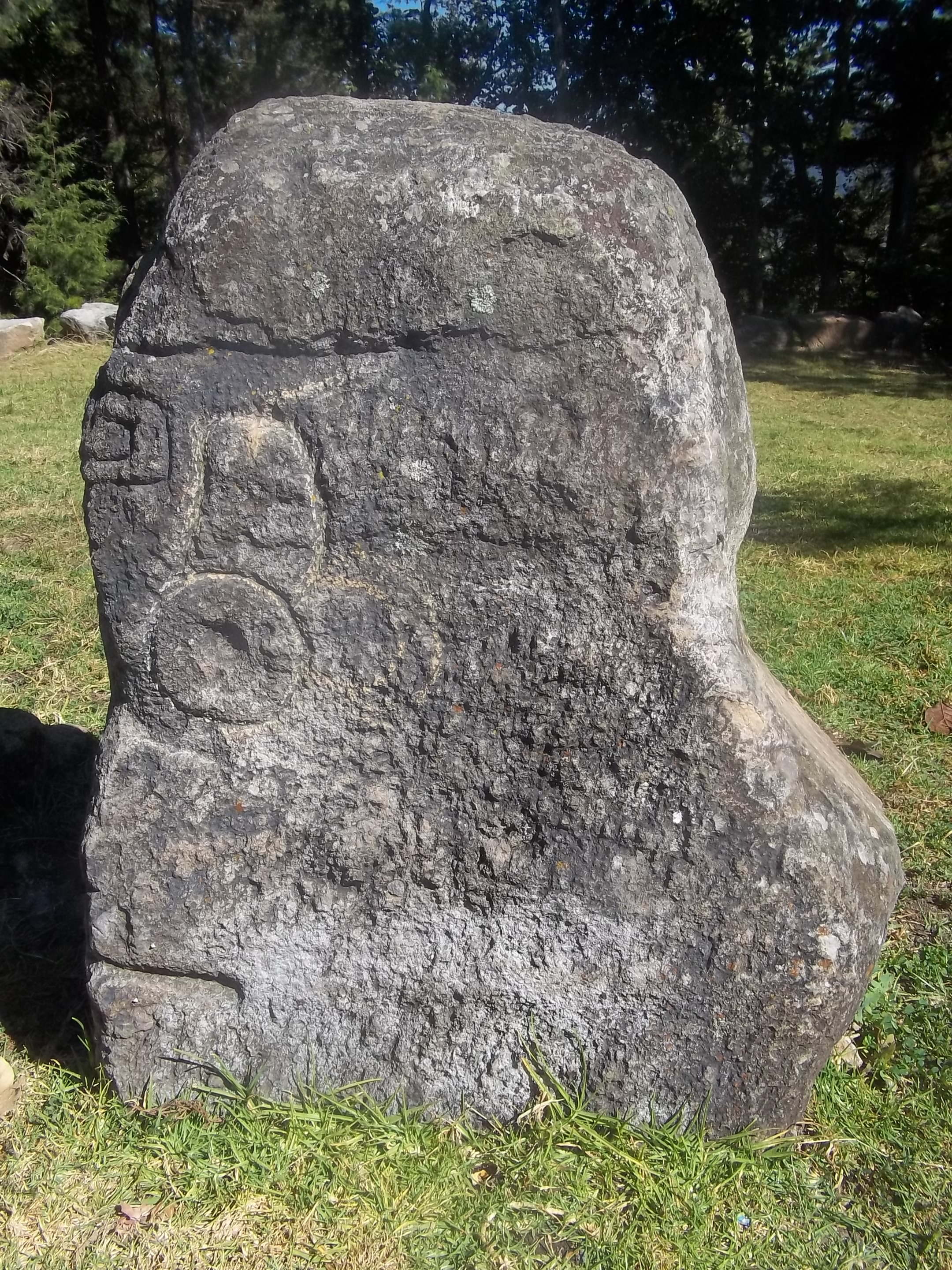
Fragmento de una estela esculpida.

En folclore local, el cerro fue formado por una erupción del volcán Cerro Quemado. Se dice que el gran salto de Cerro Quemado a Cerro Quiac es el origen de su nombre, K'iaq, como el salto de una pulga. Tradicionalmente, el sitio arqueológico se llamaba K'iaqbal, y se dice que era un sitio de entrenamiento para los guerreros quichés. El cerro también está vinculado en folclore local con el héroe quiché Tecún Umán, y su batalla contra Pedro de Alvarado durante la conquista española de Guatemala. Según un cuento, mataron a Tecún Umán en el cerro.